# Choyob
Choyob es una localidad situada en el municipio de Muna, en el estado de Yucatán, México. Según el censo de 2020, tiene una población de 92 habitantes.

## Toponimia
El nombre (Choyob) proviene del idioma maya.

## Demografía
Según el censo de 2020 realizado por el INEGI, la población de la localidad es de 92 habitantes, de los cuales 48 son hombres y 44 son mujeres.
| 394                         | 426 | 172 | 100 | 76 | 59 | 57 | 71 | 80 | 72 | 71 | 58 | 69 | 92 |
| (Fuente: INEGI [Consultar]) |     |     |     |    |    |    |    |    |    |    |    |    |    |